# 김국기
김국기(金國基, 1970년 12월 29일~)은 대한민국의 제11대 충청북도의원이다.

## 학력
- 용산국민학교 졸업
- 용문중학교 졸업
- 영동고등학교 졸업
- 충북대학교 철학과 학사 졸업

## 경력
- 영동로타리클럽 명예회원
- 영동군 수돗물 평가위원
- 영동군 물가대책 심의위원
- 영동군 의정비 심의위원
- 영동군 난계국악축제 추진위원
- 영동군 소도읍 육성사업 추진위원
- 영동세무서 과세전적부심 심사위원
- 한빛일보 기자
- 뉴시스 충북취재본부 기자
- 중부매일신문사 부장
- 민주당 충북도당 지역정치발전특별위원회 위원장
- 충청일보 편집국 국장
- 영동고등학교 운영위원장
- 영동군 군민고충처리위원
- 뉴영동라이온스클럽 회원
- 한국BBS 영동군지회 지도위원
- 레인보우영동 SNS홍보단 단원
- 충북환경운동연합 영동군지부 회원
- 영동문화원 회원
- 미래통합당 충북도당 부위원장
- 영동군 군민감사관
- 노근리국제평화재단 노근리평화공원 자문위원
- 민주평화통일자문회의 자문위원
- 2020.04 ~ 2022.06 제11대 충청북도의회 의원
  - 2020.04 ~ 2020.06 제11대 충청북도의회 전반기 건설환경소방위원회 위원
  - 2020.07 ~ 2022.06 제11대 충청북도의회 후반기 교육위원회 위원
  - 충청북도의회 윤리특별위원회 위원장
  - 제11대 충청북도의회 후반기 의회운영위원회 위원
- 2022.07 ~ : 제12대 충청북도의회 의원
  - 2022.07: 제12대 충청북도의회 산업경제위원회 위원
  - 제12대 충청북도의회 윤리특별위원회 위원
  - 제12대 충청북도의회 충북과학기술혁신원원장후보자인사청문특별위원회 위원
  - 제12대 충청북도의회 후반기 행정문화위원회 위원

## 역대 선거 결과
|  | 10.72% |

|  | 50.45% |

|  | 63.40% |